# キック・ガリー
キック・ガリー（Kick Gurry、1978年5月25日 - ）は、オーストラリアの男優。
オーストラリアのメルボルンにて生まれる。兄弟が本名の「Christopher」を発音できなかったため、「Kicker」という愛称で呼ばれる。高校時代、「Kick」とさらに愛称を短くする。
メルボルンにあるWesley College卒業。

## 主な出演作

### テレビドラマ
- Halifax.f.p.（1997年） - Luke 役
- Raw FM（1997年） - Toby 役
- SeaChange（1998年） - Jerome Hall 役
- Wildside（1999年） - Steven Bolten 役
- Young Lions（2002年） - Danny　役
- The Alice（2005年） - Darren 役
- Two Twisted（2006年） - Jenkins 役
- Tangle（2010年） - Joe Kovac 役
- サイバーゲドン（2012年） - チェイス“ラビット”ローゼン 役
- CSI:サイバー（2015年） - クリック 役

### 映画
- The Inner Sanctuary（1996年） - 通行人 役
- シン・レッド・ライン（1998年）
- Looking for Alibrandi（2000年） - Jacob Coote 役
- The Big House（2000年） - Sonny 役
- 戦争のはじめかた（2001年）
- ガレージ・デイズ（2002年） - フレディ 役（主演）
- Good Luck Jeffrey Brown（2003年） -　Jeffrey Brown 役（主演）
- 特捜刑事 スパルタン（2004年） - ジョーンズ 役
- Daltry Calhoun（2005年） - Frankie Strunk 役
- スピード・レーサー（2008年） - スパーキー 役
- オール・ユー・ニード・イズ・キル（2014年） - グリフ 役
- ジュピター（2015年） - ヴラディ 役